# Acorizal
Acorizal é um município brasileiro do estado de Mato Grosso. Localiza-se a uma latitude 15º12'17" sul e a uma longitude 56º21'57" oeste, estando a uma altitude de 164 metros. Sua população estimada em 2020 é de 5 334 habitantes. As margens do Rio Cuiabá, ponto onde se realiza festival municipal e torneio estadual de pesca. Ponto estratégico para o Marechal Rondon quando da instalação de um posto telegráfico, Acorizal rememorou os 100 anos da morte deste desbravador.
Possui uma área de 844,1 km².

## História

### Fundação
O habitante primitivo da região do município de Acorizal foi o povo bororó. Vítima do contato indiscriminado e da preia nos primeiros anos de Cuiabá, o índio foi desaparecendo, perdendo sua organização tribal. Os primeiros dias de vida organizada em Acorizal aconteceram após o assentamento dos garimpeiros na região de Cuiabá, dos quais não restou memória. No entanto alguns nomes de garimpos permanecem na geografia de Acorizal, dentre eles o sugestivo nome de Candonga, que popularmente significa lisonja enganosa. Constam que duas famílias de portugueses fugiam de perseguições políticas cuiabanas, em 1817, e se arrancharam onde hoje se assenta a igreja de Nossa Senhora das Brotas. Uma das famílias possuía uma estátua de Nossa Senhora das Brotas para veneração.
As duas famílias se ocupavam com caça, pesca, garimpagem e se entendiam com os índios do povo bororó das circunvizinhanças, escapos às antigas preias paulistas. Uma família possuía uma vaca com cria. Sete meses depois de chegarem ao novo sítio, a vaca desapareceu. Após muito procurarem, a vaca foi encontrada morta no córrego do Garimpo da Candonga. Em prece fervorosa, os sitiantes colocaram a imagem de Nossa Senhora num tronco seco de uma árvore do cerrado, comumente denominada lixeira e pediram recurso, pois não podiam ficar sem gado. Na manhã seguinte, o tronco da lixeira rebentava em brotos e a vaca apareceu com o ubre cheio de leite. Agradecidos, os portugueses modelaram uma vaquinha em barro, com as pernas para cima e a colocaram no pé da imagem.
Brotas, com o tempo, passou a produzir víveres para Cuiabá. Tudo era transportado Rio Cuiabá. O progresso chegou a pôr o nome de Brotas em destaque, devido à plantação de canaviais pelas beiras de correntes de água.
Com a intensificação do movimento para o norte, devido à borracha, Brotas tornou-se ponto obrigatório dos viajantes.
A Lei Provincial de 25 de agosto de 1833, criou o Distrito Paroquial de Nossa Senhora das Brotas, subordinado à Freguesia de Nossa Senhora do Livramento.
Em 10 de maio de 1899 torna o distrito de Brotas dependente de Cuiabá.A Resolução n.º 229, de 8 de março de 1900, transfere Brotas novamente para o município de Nossa Senhora do Livramento.
No dia 27 de maio de 1903, o distrito de Brotas se torna novamente subordinado ao município de Cuiabá com designação de novos limites. Com o projeto de linha telegráfica de Cuiabá a Porto Velho, Brotas tornou-se posto telegráfico. Aqui Rondon tomou as últimas providências para o reconhecimento do Rio Juruena, até então insuficientemente conhecido. Rondon chegou a Brotas a 7 de agosto de 1907. No dia 15 de agosto, Rondon inaugurou a estação telegráfica de Brotas.
Devido a quantidade abundante do coqueiro Acori na região, no dia 26 de outubro de 1938 é decretada a Lei n.º 208, que altera a denominação de Brotas para Acorizal.
Em 30 de junho de 1938, criou o Distrito de Paz de Aldeia, no município de Cuiabá. Qual em 26 de outubro de 1938, foi alterada a denominação de Aldeia para Alegrete. Por fim, o Decreto-Lei 545, de 31 de dezembro de 1943, alterou a denominação de Alegrete para Engenho. Com a criação do município de Acorizal, Engenho passou a este município.
Em de 10 de dezembro de 1953, foi retificado os limites dos Distritos Policiais de Acorizal, Aleixo e Baús. Logo, foi decretada a Lei n.º 691, de 12 de dezembro de 1953, de autoria do deputado estadual Lenine Póvoas, da criação do município: 

### Emancipação
"Artigo n.º 1 - Fica criado o município de Acorizal, constituindo dos territórios dos atuais distritos de Acorizal, Engenho e Jangada, que serão desmembrados de Cuiabá.
Artigo n.º 2 - O município de Acorizal terá por sede a atual vila de Acorizal e ficará constituindo um têrmo da Comarca de Cuiabá."

## Religião
Segundo o censo do IBGE a religião predominante no município de  Acorizal é o Catolicismo que representa 73,57% da população total, em seguida o Protestantismo com expressivos 17,87%, onde se destacam a igreja Assembleia de Deus com 55,07%, a Igreja Adventista com 13,59%, e a Igreja Casa da Bênção com 7,70% dos seguidores protestantes, 1,18% seguem outras religiosidades e 7,38% não segue nenhuma religião. Não há presença de hinduístas, muçulmanos e candomblés no município. 

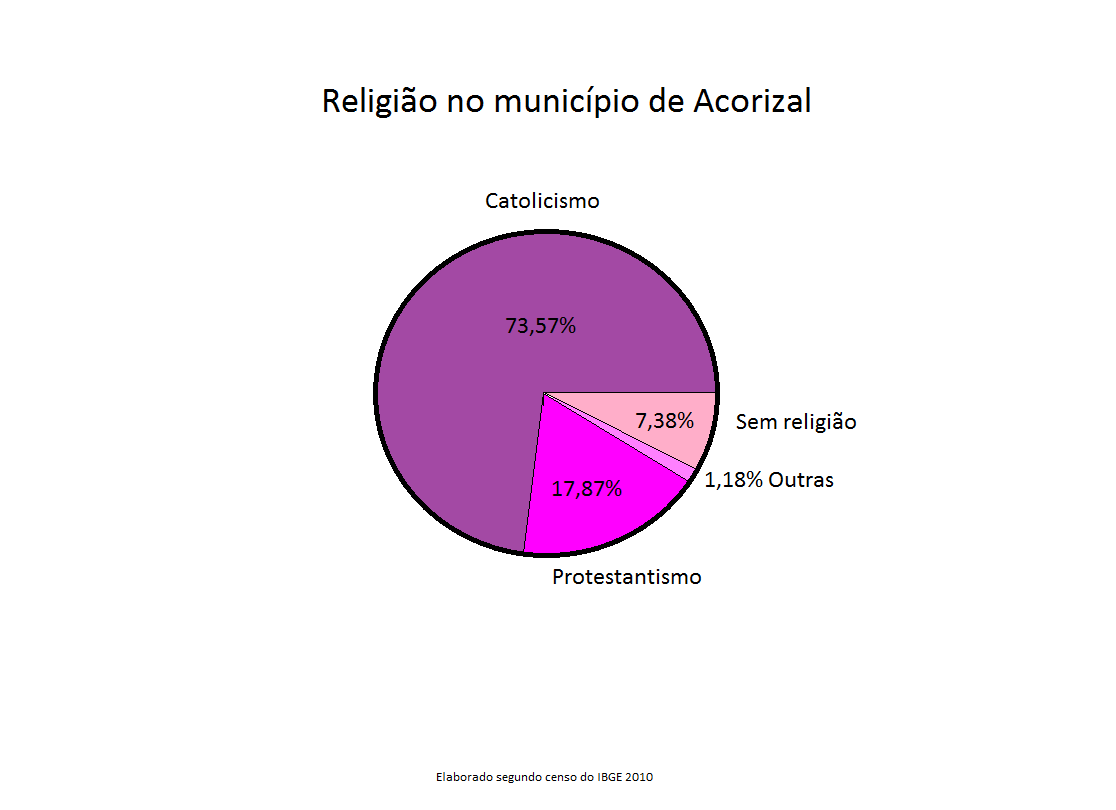
Gráfico religião no município de Acorizal

## Últimos prefeitos eleitos
| Ano  | Prefeito | Partido | Votos | %     | Ref    |
| ---- | -------- | ------- | ----- | ----- | ------ |
| 2004 | Meraldo  | PP      | 2.055 | 49,99 | [ 6 ]  |
| 2008 | Meraldo  | PR      | 3.059 | 74,43 | [ 7 ]  |
| 2012 | Chindo   | PSD     | 2.589 | 43,74 | [ 8 ]  |
| 2016 | Clodo    | PSDB    | 2.660 | 50,11 | [ 9 ]  |
| 2020 | Meraldo  | PSD     | 2.543 | 48,61 | [ 10 ] |